# 齋藤拓実
齋藤 拓実（さいとう たくみ、1995年8月11日 - ）は、神奈川県出身の日本のバスケットボール選手。ポジションはポイントガード。Bリーグ・B1の名古屋ダイヤモンドドルフィンズに在籍している。

## 来歴

### 幼少期から大学まで
4歳上の兄がミニバスをしており、その監督を父が務めていたこともあり、幼少期よりバスケットボールに触れる。小学1年生でミニバスを始める。川崎市立白鳥中学校在学中にはジュニアオールスターに神奈川県代表として選出される。
ジュニアオールスターでは控えのポイントガードだった。　決勝トーナメントで優勝した福岡県に1ゴール差で敗退。神奈川県はベスト16に終わった。
桐光学園に進学。2年次にはインターハイに出場。スターターとして出場し2回戦に進出。ウインターカップでベスト8に進出し、4試合で計26アシスト（平均6.5アシスト）を記録、通算アシストランキング2位の成績をおさめた 。3年次のインターハイでは2回戦で前年のインターハイで敗れた東海大付属第三高校（現・東海大学付属諏訪）に90-70でリベンジ。3回戦に進出した。
東京国体では神奈川代表チームのキャプテンとしてチームを牽引。12チームが出場できる本大会出場を果たしたが、再び福岡県に敗れている。同大会での活躍を見ていた当時明治大学のヘッドコーチ塚本清彦より声がかかり、同大学への進学を決意。
明治大学に進学するも、2年次に塚本清彦がヘッドコーチを退任したことを皮切りにコーチが定着せず、困難を強いられることとなった。4年次のインカレではMIPを獲得。李相佰杯争奪日韓学生バスケットボール競技大会に日本代表として出場し、11年ぶりの優勝に貢献。陸川章コーチは「今大会のMVP」と高く評価した。
続くU24日本代表候補にも選出された。

### プロ選手として
2017年11月29日、アルバルク東京へ特別指定選手として加入することが発表され、12月23日のサンロッカーズ渋谷戦で初出場を果たす。9試合に出場し、平均2.0得点・0.8アシストを記録。2018年6月13日、2018-19シーズンの契約継続発表。28試合に出場し、平均3.6得点・2.0アシストを記録。
2019年5月30日、滋賀レイクスターズへの期限付き移籍が発表された。全試合に先発出場し平均13得点・5.4アシストを記録。2月8日の三遠ネオフェニックス戦でキャリアハイとなる30得点を記録。12月15日のサンロッカーズ渋谷戦、1月26日の島根スサノオマジック戦、2月16日のレバンガ北海道戦で3度のダブル・ダブル達成。シーズン終了後に発表されたアシストランキングでは富樫勇樹に次ぐ2位にランクイン。Bリーグ発足後のクラブ最高勝率となる21勝20敗（勝率.512）の達成、天皇杯3位入賞に大きく貢献した。
2020年4月24日、アルバルク東京と来シーズンの契約を更新しないことを発表、翌月28日に名古屋ダイヤモンドドルフィンズへの移籍が発表された。シーズン開幕前となる9月1日、共に滋賀から移籍した狩野祐介が設立したAcredite株式会社の運営する公式ファンクラブ「Team Little Guy」を発足。開幕後は出場した55試合すべてで先発出場し、平均12.5得点・5.6アシストを記録。1月30日の新潟アルビレックスBB戦にてB1個人通算1000得点、2月27日のアルバルク東京戦でB1個人通算500アシストを達成。12月13日の広島ドラゴンフライズ戦、2月27日のアルバルク東京戦、3月6日の大阪エヴェッサ戦にて3度のダブル・ダブルを達成。12月度と4/5月度Bリーグ月間MVPにノミネートされる。1月16日開催予定であったB.LEAGUE ALL-STAR GAME 2021 IN MITOにリーグ推薦枠としてB.BLACK選手に初選出される。

### 日本代表歴
2021年11月15日、FIBA バスケットボールワールドカップ 2023 アジア地区予選」 Window1 日本代表候補選手24名に選出。A代表に初招集となった齋藤は、切り崩すのはポイントガードの役目というトム・ホーバスHCのスタイルに、「ペイントアタックしてクリエイトするのも得意」と自信を語っている。11月27日、11月27日、対中国第1戦で公式戦初出場。

## 経歴
- 川崎市立白鳥中学校 - 桐光学園 - 明治大学 - アルバルク東京（2017年-2020年） - 滋賀レイクスターズ（2019年-2020年/期限付き移籍） - 名古屋ダイヤモンドドルフィンズ（2020年-）

## 個人成績
| シーズン     | チーム  | GP | GS | MPG  | FG%  | 3P%  | FT%  | RPG | APG | SPG | BPG | TO  | PPG  |
| ------------ | ------- | -- | -- | ---- | ---- | ---- | ---- | --- | --- | --- | --- | --- | ---- |
| B1 2017-2018 | A東京   | 9  |    | 7    | .429 | .250 | .625 | 0.3 | 0.8 | 0.1 | 0   | 0.1 | 2.0  |
| B1 2018-2019 | A東京   | 28 |    | 11.6 | .476 | .296 | .727 | 1.0 | 2.0 | 0.5 | 0.1 | 0.8 | 3.6  |
| B1 2019-2020 | 滋賀    | 41 | 41 | 25.6 | .489 | .429 | .827 | 2.5 | 5.4 | 1.1 | 0.1 | 2.2 | 13.0 |
| B1 2020-2021 | 名古屋D | 55 | 55 | 26.0 | .501 | .353 | .853 | 2.1 | 5.6 | 1.2 | 0.1 | 2.2 | 12.5 |